# بیسبال در المپیک تابستانی ۱۹۹۲
بیسبال در بازی‌های المپیک تابستانی ۱۹۹۲ نام رویداد ورزش بیسبال در بازی‌های المپیک تابستانی بود که در سال ۱۹۹۲ برگزار شد.